# Kuurne-Brussel-Kuurne 2017

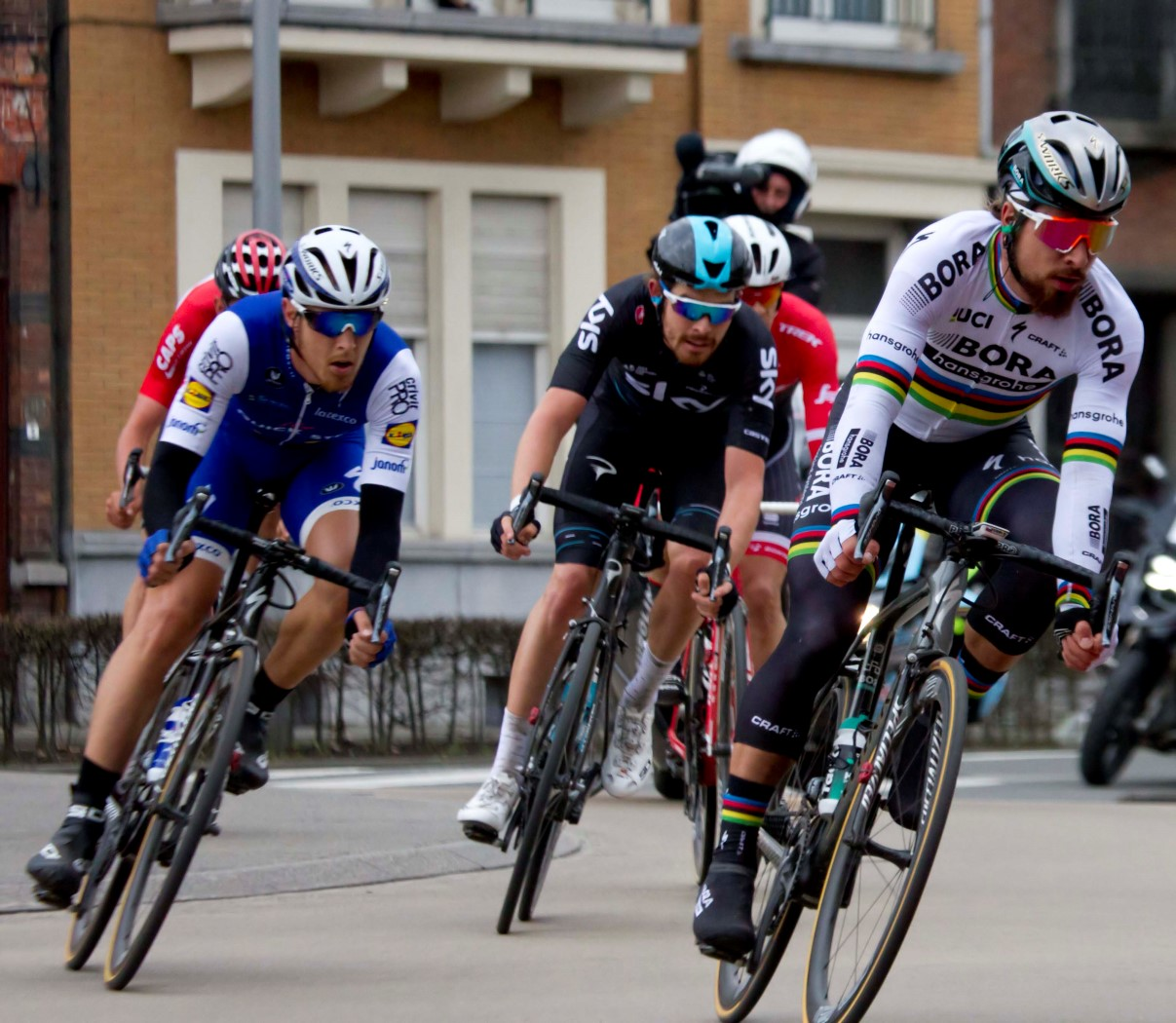
kopgroep met Benoot, Trentin, Rowe, Stuyven en Sagan

De 69e editie van de wielerwedstrijd Kuurne-Brussel-Kuurne werd gehouden op 26 februari 2017. De start en finish vonden plaats in Kuurne. De wedstrijd maakte deel uit van de UCI Europe Tour 2017, in de categorie 1.HC. Titelverdediger was de Belg Jasper Stuyven. Deze editie werd gewonnen door de regerend wereldkampioen, de Slowaak Peter Sagan.

## Hellingen
In 2017 moesten de volgende hellingen worden beklommen:

## Uitslag
| Kuurne-Brussel-Kuurne 2017 |                     |                        |          |
| Plaats                     | Naam                | Ploeg                  | Tijd     |
| Winnaar                    | Peter Sagan         | BORA-hansgrohe         | 4u37'49" |
| 2                          | Jasper Stuyven      | Trek-Segafredo         | z.t.     |
| 3                          | Luke Rowe           | Team Sky               | z.t.     |
| 4                          | Tiesj Benoot        | Lotto Soudal           | z.t.     |
| 5                          | Matteo Trentin      | Quick-Step Floors      | z.t.     |
| 6                          | Arnaud Démare       | FDJ                    | + 6"     |
| 7                          | Greg Van Avermaet   | BMC Racing Team        | z.t.     |
| 8                          | Oliver Naesen       | AG2R La Mondiale       | z.t.     |
| 9                          | Zdeněk Štybar       | Quick-Step Floors      | z.t.     |
| 10                         | Baptiste Planckaert | Team Katjoesja Alpecin | z.t.     |
| 11                         | Jürgen Roelandts    | Lotto Soudal           | z.t.     |
| 12                         | Luke Durbridge      | Orica-Scott            | z.t.     |
| 13                         | Nikolas Maes        | Lotto Soudal           | z.t.     |
| 14                         | Ian Stannard        | Team Sky               | z.t.     |
| 15                         | Stefan Küng         | BMC Racing Team        | + 11"    |
| 16                         | Sylvan Dillier      | BMC Racing Team        | z.t.     |
| 17                         | Jempy Drucker       | BMC Racing Team        | + 13"    |
| 18                         | Dylan Groenewegen   | Team LottoNL-Jumbo     | z.t.     |
| 19                         | Tom Van Asbroeck    | Cannonadale-Drapac     | z.t.     |
| 20                         | Rudy Barbier        | AG2R La Mondiale       | z.t.     |

1945 · 1946 · 1947 · 1948 · 1949 · 1950 · 1951 · 1952 · 1953 · 1954 · 1955 · 1956 · 1957 · 1958 · 1959 · 1960 · 1961 · 1962 · 1963 · 1964 · 1965 · 1966 · 1967 · 1968 · 1969 · 1970 · 1971 · 1972 · 1973 · 1974 · 1975 · 1976 · 1977 · 1978 · 1979 · 1980 · 1981 · 1982 · 1983 · 1984 · 1985 · 1986 · 1987 · 1988 · 1989 · 1990 · 1991 · 1992 · 1993 · 1994 · 1995 · 1996 · 1997 · 1998 · 1999 · 2000 · 2001 · 2002 · 2003 · 2004 · 2005 · 2006 · 2007 · 2008 · 2009 · 2010 · 2011 · 2012 · 2013 · 2014 · 2015 · 2016 · 2017 · 2018 · 2019 · 2020 · 2021 · 2022 · 2023 · 2024 · 2025
Lijst van beklimmingen